# Antonio Girardi (calciatore)
Antonio Girardi (Padova, 28 luglio 1895 – ...) è stato un calciatore italiano, di ruolo portiere.

## Carriera
Gioca con il Padova in Prima Categoria due stagioni disputando in totale undici partite. Debutta il 12 ottobre 1919 nel derby Padova-Hellas Verona (7-0). Gioca la sua ultima partita con i biancoscudati il 14 novembre 1920 in Hellas Verona-Padova (1-1).